# Brian Ledbetter
Brian Ledbetter, né le 18 novembre 1963 à San Diego, est un skipper américain. 

## Carrière
Brian Ledbetter participe aux Jeux olympiques d'été de 1992 à Barcelone. Il remporte la médaille d'argent dans l'épreuve du dériveur solitaire finn.